# Етерпињи (Сома)
Етерпињи (фр. Eterpigny) насеље је и општина у североисточној Француској у региону Пикардија, у департману Сома која припада префектури Перон.
По подацима из 2011. године у општини је живело 175 становника, а густина насељености је износила 43,21 становника/km². Општина се простире на површини од 4,05 km². Налази се на средњој надморској висини од 50 метара (максималној 82 m, а минималној 47 m).

## Демографија
| 1962. | 1968. | 1975. | 1982. | 1990. | 1999. | 2011. |
| ----- | ----- | ----- | ----- | ----- | ----- | ----- |
| 119   | 124   | 143   | 167   | 185   | 184   | 175   |

График промене броја становника у току последњих година